# Плазмово-імпульсний вплив на продуктивний нафтовий пласт
Плазмово-імпульсний вплив (ПІВ) на продуктивний нафтовий пласт — один з методів інтенсифікації видобутку нафти і газу, заснований на використанні резонансних властивостей пласта. Метод полягає у підвищенні проникності та п'єзопровідності продуктивного пласта за рахунок створення розгалуженої системи мікротріщин та зміни динамічних характеристик флюїду (нафта, газ, конденсат, вода). Вплив на видобувні свердловини викликає приплив флюїду до свердловини, а вплив на свердловини нагнітальні веде до збільшення їх прийомистості.
Метод дозволяє відновити видобуток на свердловинах, у яких з різних причин видобуток нафти чи газу традиційними способами неможлива чи малорентабельна. Також теоретично можливе використання методу для розробки складних запасів, у тому числі високов'язких, сланцевих та ін.

## Принцип дії
Електричний струм високої напруги (3000 В) пропускається через електроди розрядника в районі робочого інтервалу всередині свердловини. Електрична дуга, що характеризується високим ступенем розкладання молекул та іонізацією, призводить до утворення плазми з миттєвим підвищенням температури (близько 20 000 — 40 000 °С). Завдяки цьому протягом декількох мікросекунд розвивається високий тиск (близько 10 МПа). Миттєве розширення плазми створює ударну хвилю, а подальше охолодження та стиск плазми викликає хвилю стиснення та зворотний приплив флюїду в свердловину через перфораційні отвори в колоні обсадної. Поширюючись у свердловинні зоні, вона руйнує кольматуючі утворення. При багаторазових повтореннях розряду енергія ударної хвилі поширюється по твердому скелету пласта і рідини, перетворюючись потім у поздовжні (пружні) хвилі. Основними параметрами електрогідравлічної обробки, що визначають її ефективність, є тиск ударної хвилі і число імпульсів, що генеруються вздовж інтервалу перфорації.
В результаті впливів у масиві формуються хвилі пружних деформацій, які поширюються на великі відстані від свердловини і забезпечують отримання значних ефектів, як у збуджуючій свердловині, так і в свердловинах, розташованих в радіусі декількох сотень метрів від неї.